# Опети, Мишель
Мише́ль Кристиа́н Але́н Опети́ (фр. Michel Christian Alain Aupetit; род. 23 марта 1951, Версаль, Франция) — французский прелат. Титулярный епископ Макситы и вспомогательный епископ Парижа с 2 февраля 2013 по 4 апреля 2014. Епископ Нантера с 4 апреля 2014 по 7 декабря 2017. Архиепископ Парижа с 7 декабря 2017 по 2 декабря 2021 года.

## Биография
Родился 23 марта 1951 года в Версале. Имеет высшее медицинское образование, с 1979 по 1990 год работал врачом общей практики в Коломбе.
В 1990 году поступил в парижскую семинарию, после её окончания 24 июня 1995 года был рукоположен в священники кардиналом Жан-Мари Люстиже. Служил викарным священником церкви Святого Людовика (1995—1998) и церкви Святых Павла и Людовика (1998—2001) в Париже.
В 2001 году стал настоятелем церкви Нотр-Дам-де-л'Арш-д'Альянс в XV округе Парижа. Возглавлял её до 2006 года, когда был назначен на пост генерального викария парижской архиепархии.
2 февраля 2013 года назначен вспомогательным епископом Парижа. Как и все викарные епископы он стал титулярным епископом с титулом епископа Максита. Епископская хиротония состоялась 19 апреля того же года, её возглавлял кардинал Андре Вен-Труа. Епископским девизом выбрал фразу «Я пришел для того, чтобы имели жизнь и имели с избытком» (Ин. 10:10).
4 апреля 2014 года папа Франциск назначил его на пост епископа Нантера. 7 декабря 2017 года возглавил архиепархию Парижа вместо подавшего в отставку по возрасту кардинала Андре Вен-Труа.
Вступление Мишеля Опети на кафедру Парижа (ингресс) состоялось 6 января 2018 года. До этого времени роль главы архиепархии исполнял его предшественник Андре Вен-Труа в ранге апостольского администратора.
2 декабря 2021 года папа Франциск принял отставку Опети.